# Српски дијалектолошки зборник
Српски дијалектолошки зборник, је часопис Српске академије наука и уметности и Института за српски језик САНУ. Часопис је основао Александар Белић 1905. године.

## О часопису
Часопис Српски дијалектолошки зборник (даље СДЗб) посвећен је народним говорима. Први је српски специјализовани лингвистички часопис.

### Историјат
Први број СДЗб изашао је 1905. године. Покренуо га је Александар Белић у оквиру Српске краљевске академије. У првом броју је објављена студија Александра Белића „Дијалекти источне и јужне Србије“ којом је постављен темељ у проучавању призренско-тимочких говора српског језика, као и модел у проучавању народних говора уопште у оквиру традиционалног приступа дијалектологији. Прва књига садржи и две карте. У уводу је назначено је садржај резултат специјалне студије, за које је аутор прикупљао грађу током 1901-1902. године. Тиме су отпочела дијалектолошка проучавања у српском језику. СДЗб је стекао статус најрепрезентативнијег гласила тога типа у словенском свету. На његовим страницама објављене су капиталне монографије из српске дијалектологије, међу којима и две Белићеве и четири Ивићеве. Иако профилисан да објављује прилоге из националне научне дисциплине, СДЗб има статус часописа међународног ранга. 

СДЗб је до данас изашао у шездесет пет књига, објавивши бројне студије о српским говорима, као и речнике појединих говора. Часопис издају Српска академија наука и уметности и Институт за српски језик САНУ. 

### Периодичност излажења
У почетку СДЗб је излазио неколико година, те је због ратова правио и веће паузе. Прва књига изашла је 1905. године, друга 1911, наредна 1927. а четврта 1932. године. Пред Други светски рат, 1940. године изашле су девета и десета књига док је наредна објављена 1950. Књига једанаеста објављена је под новооснованим Институтом за српски језик САН. Часопис и данас није променио своју физиономију и излази као годишњак углавном у једној или у две свеске.

## Уредници
Од 1905. до 1960. године уређивао га је академик Александар Белић (I – XIII књига), потом (до 1974. године) академик Михаило Стевановић (књиге XIV – XX), од 1976. до 1999. академик Павле Ивић (књиге XXI – XLVIII), од 2002. га уређује академик Александар Младеновић (књиге XLIX – LV). Након смрти Александра Младеновића (2010), уредник Српског дијалектолошког зборника постао је академик Слободан Реметић.

## Аутори прилога
Аутори прилога припадају истакнутим посланицима у области дијалектолошких проучавања. Детаљан списак аутора прилога (до. 2015. године) налази се у објављеној библиографији часописа под насловом „Сто десет година Српског дијалектолошког зборника (1905–2015) – библиографија“, аутора др Бранкице Марковић.

## Електронски облик часописа
Приступ електронском облику часописа у коме се чланци налазе у пуном тексту налази се у дигиталном репозиторијуму Института за српски језик САНУ на адреси: Дигитални репозиторијум САНУ и института